# St. Stephanus (Giggenhausen)

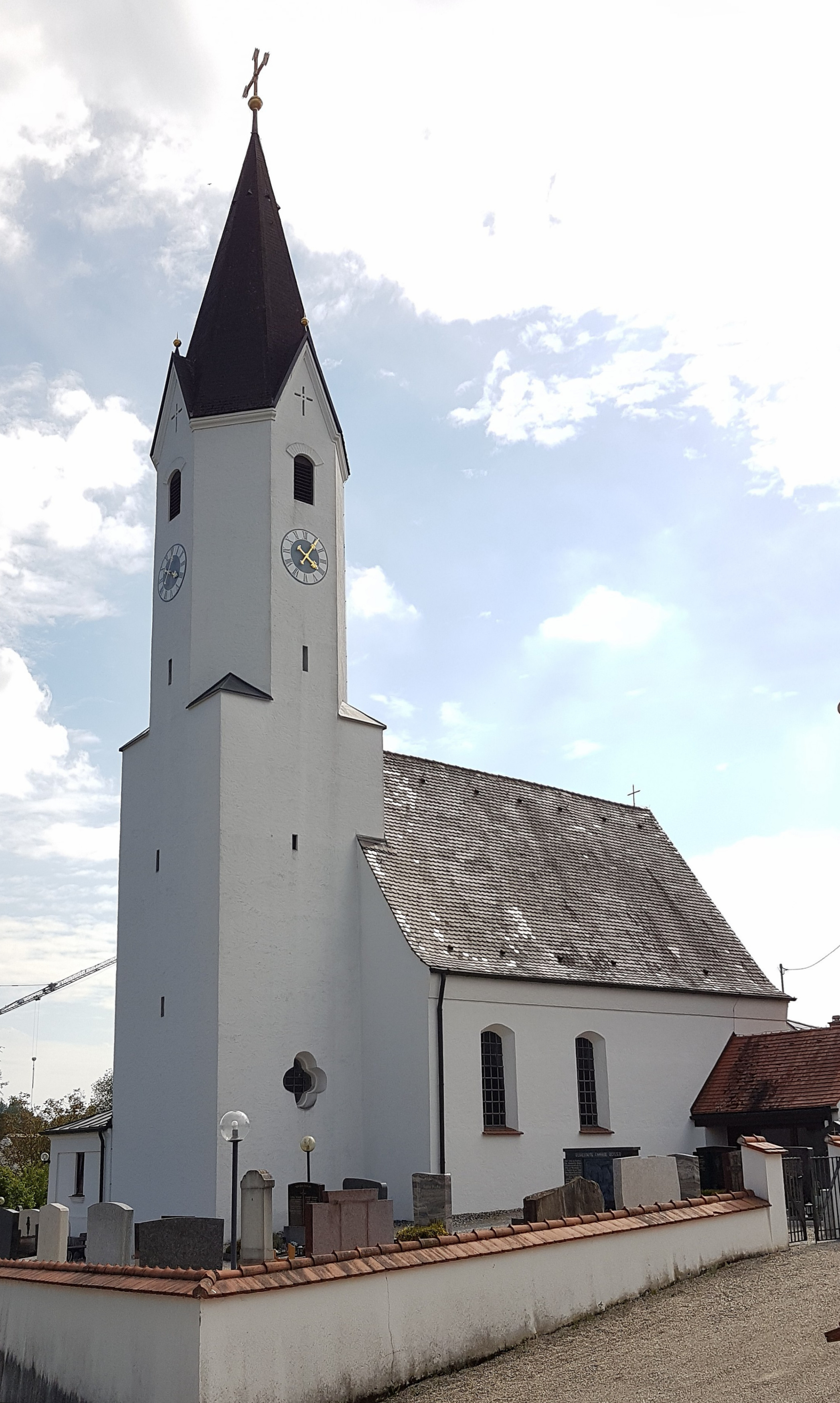
St. Stephanus (Giggenhausen)

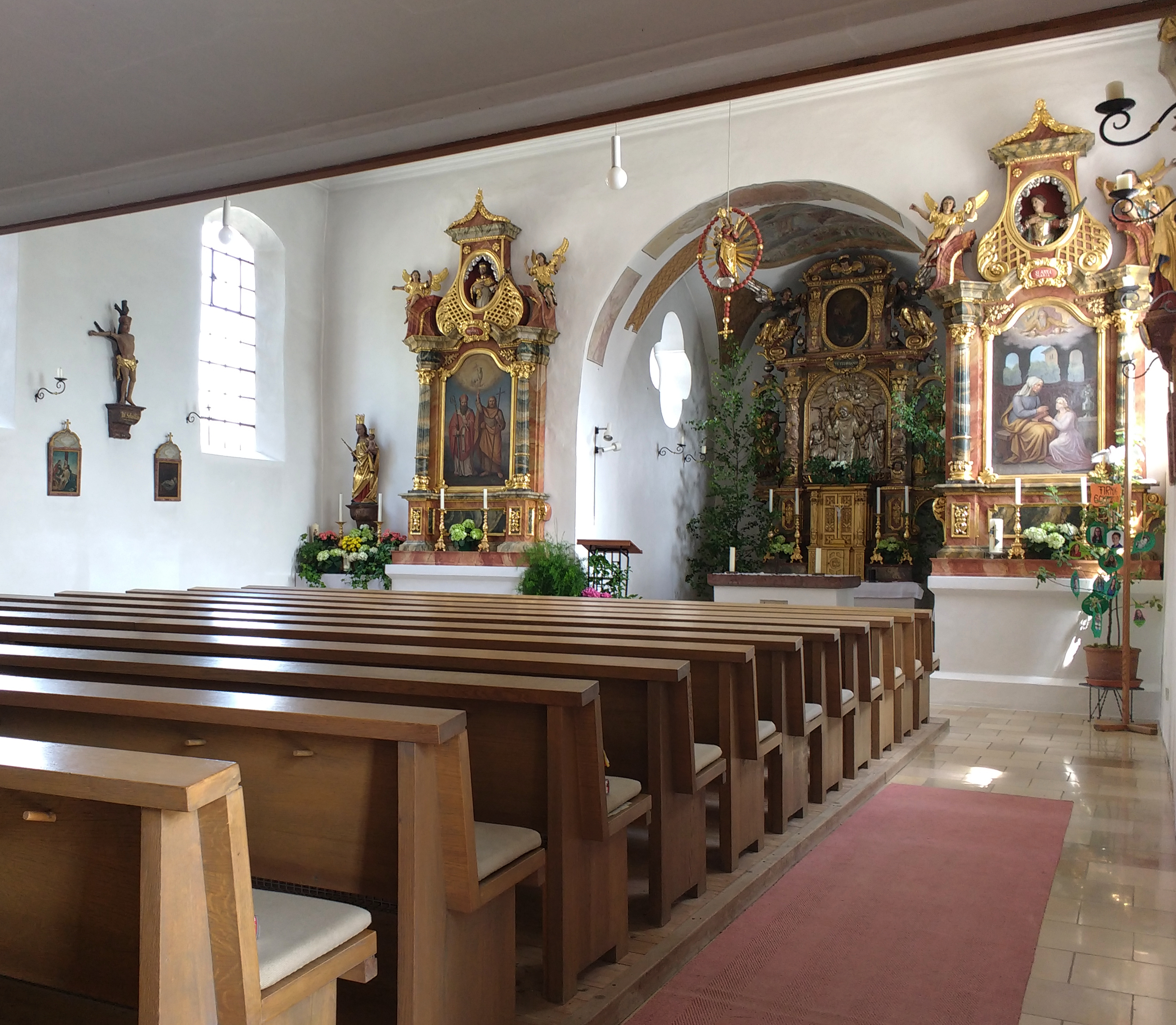
Innenraum von St. Stephanus (Giggenhausen)

St. Stephanus in Giggenhausen ist eine römisch-katholische Filialkirche der Pfarrei Massenhausen in der Gemeinde Neufahrn bei Freising im Landkreis Freising (Oberbayern).

## Geschichte
Ein erster Siedler namens Gueticho gab Giggenhausen (Guetichenhusen) vermutlich seinen Namen. Giggenhausen war schon zu frühesten Zeiten Pfarrsitz. Erst 1390 wurde das dem Patronat des  Heiligen Stephanus anvertraute Gotteshaus Filialkirche der Massenhausener Pfarrei. Der spätromanische Bau wurde im 18. Jahrhundert ausgebaut und 1844 erweitert.  Barocke Hoch- und Nebenaltäre stammen von 1680 bzw. 1730. Der Turm erhielt 1895 Oktogon und Helm. Der Kirchenraum wurde als Ergebnis des Zweiten Vatikanischen Konzils (1962 – 1965) an die neuen liturgischen Bedürfnisse angepasst. In den Zeitraum 1979/1980 fällt auch der Umbau der Empore und somit die Veränderung der Orgel, die 2022 renoviert wurde. Die Kirche ist heute Filialkirche innerhalb des Pfarrverbandes Massenhausen. 

## Beschreibung
St. Stephanus ist in der Liste der Baudenkmäler in Neufahrn bei Freising des Bayerischen Landesamtes für Denkmalpflege folgendermaßen beschrieben:
„Im Kern spätromanische Chorturmkirche mit Langhaus, eingezogenem gerade schließendem Chor und angefügter Sakristei, 13. Jahrhundert, im 18. Jahrhundert ausgebaut und 1844 erweitert; mit Ausstattung.“
Dehio nennt folgende Ausstattung:
„Hochaltarretabel um 1680, Relief mit Steinigung des hl. Stephanus um 1930, gute Seitenfiguren : die hll. Josef und Thomas von Canterbury. Die Nebenaltäre um 1730, mit Dachungsengeln und nazarenischen Altarblättern; im nördlichen die hll. Blasius und Johannes d.T., im südlichen Anna und Maria. Neben dem nördlichen Retabel gotische Muttergottes von 1480/90 ...“

## Orgel
Die Kirchenorgel mit sechs Registern, einem Manual und Pedal wurde von Willibald Siemann als op. 193 im Jahr 1907 gebaut. Nach zehnmonatiger Renovierung wurde die Orgel in einem Festgottesdienst in St. Stephanus im Dezember 2022 feierlich neu geweiht. Die Disposition lautet:
| Manual C–f3 |    |
| Prinzipal   | 8′ |
| Gedackt     | 8′ |
| Salicional  | 8′ |
| Gamba       | 8′ |
| Octave      | 4′ |
| Schwiegel   | 2′ |

| Pedal C–d1 |     |
| Subbaß     | 16′ |

- Koppeln: M/P, Superoktavkoppel, Suboktavkoppel
- Bemerkungen: Kegelladen, pneumatische Spiel- und Registertraktur, freistehender Spieltisch

Anmerkungen
1. ↑  nicht mehr vorhanden
2. ↑  nicht original

## Glocken
Die Kirche verfügt über drei Bronze-Glocken, die 1949 von Karl Czudnochowsky in Erding gegossen wurden. Sie bilden die Melodielinie eines Te Deum. Die Glocken im Einzelnen:
| Glocke | Durchmesser | Masse  | Schlagton |
| ------ | ----------- | ------ | --------- |
| 1      | 1.040 mm    | 515 kg | fis1      |
| 2      | 840 mm      | 294 kg | a1        |
| 3      | 740 mm      | 182 kg | h1        |